# Reepham with Kerdiston
Reepham with Kerdiston var en civil parish fram till 1935 när den uppgick i civil parish Reepham, i grevskapet Norfolk i England. Civil parish var belägen 11 km från Aylesham och hade 437 invånare år 1931.